# Oscar Ferdinand Peschel

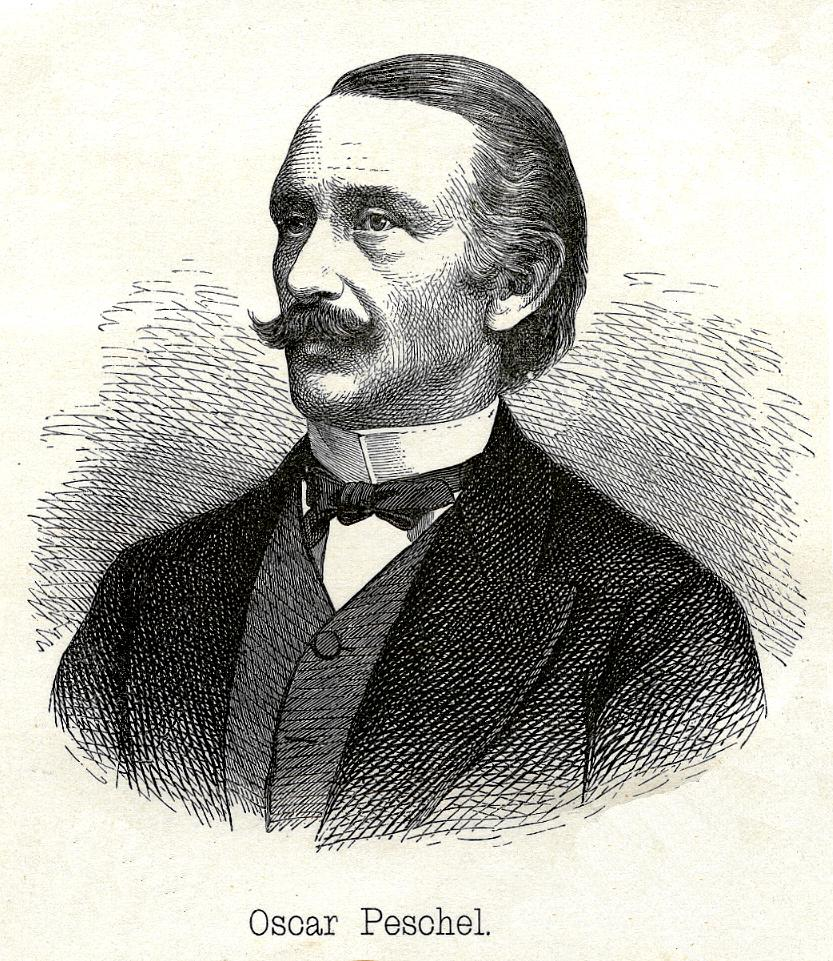
Oskar Peschel.

Oscar Ferdinand Peschel, född 17 mars 1826 i Dresden, död 31 augusti 1875 i Leipzig, var en tysk geograf.
Perschel var officerson och studerade från 1845 juridik i Leipzig och Heidelberg. År 1848 blev han redaktör för Allgemeine Zeitung i Augsburg och från 1854 för tidskriften Das Ausland. Han lämnade denna befattning 1871, då han kallades till den nyinrättade professuren i geografi vid universitetet i Leipzig. Han var en betydelsefull efterföljare till Carl Ritter och bidrog i hög grad till den geografiska vetenskapens framsteg.